# 마카베오기
마카베오기(Books of the Maccabees) 또는 마카베오서는 마카베오와 관련된 책이다.
이 용어는 대체적으로 2개의 제2경전을 가리킨다:
- 마카베오상(마카베오기 제1서)
- 마카베오하(마카베오기 제2서)

이 용어는 다음의 추가 작품들을 가리키기도 한다:
- 마카베오기 제3서
- 마카베오기 제4서

이 용어는 그 외에 다음을 가리키기도 한다:
- 마카베오기 제5서
- 마카베오기 제6서
- 마카베오기 제7서
- 마카베오기 제8서
- 메카비안

## 같이 보기
- 제목에 "마카베오기" 항목을 포함한 모든 문서